# Карме, Жан
Жан Габриэ́ль Эдмо́н Карме́ (фр. Jean Gabriel Edmond Carmet; 25 апреля 1920, Эндр и Луара, Франция — 20 апреля 1994, Севр, О-де-Сен, Франция) — французский актёр.

## Биография
Жан Карме играл в основном второстепенные комические роли, хотя обладал и драматическим талантом. Тем не менее, в картине «Суп с капустой» (реж. Жан Жиро) ему досталась главная роль, а в квебекском фильме «Кот-проныра» — роль главного отрицательного героя. К числу наиболее известных персонажей Карме принадлежит незадачливый приятель главного героя Морис в дилогии Ива Робера «Высокий блондин в чёрном ботинке» и «Возвращение высокого блондина», а также роль Планше в экранизации 1961 г. знаменитого романа Александра Дюма «Три мушкетёра».
Однако актёру довелось создать и далекие от комизма образы. Таков мсьё Лажуа из остросоциального фильма французского режиссёра Ива Буассе «Это случилось в праздник» (оригинальное название картины «Дюпон Лажуа»). Роль заурядного, ограниченного обывателя, одержимого тёмными расовыми инстинктами и похотью  — одна из лучших в актёрской биографии Карме.
Он сыграл в фильмах таких известных режиссёров, как Жан Ренуар, Кристиан-Жак, Луис Бунюэль, Бертран Блие и Клод Шаброль. Эпизодическая роль, которую Карме сыграл в фильме Арианы Мнушкиной «Мольер», была вырезана при окончательном монтаже.
Жан Карме умер от сердечного приступа.

## Избранная фильмография
- 1951 — Кнок (другое название Доктор Кнок)
- 1952 — Их было пятеро / Ils étaient cinq
- 1952 — Господин Легиньон, фонарщик
- 1952 — Господин Такси
- 1952 — Лес прощания / La Forêt de l’adieu
- 1953 — Полночь…набережная Берси / Minuit quai de Bercy
- 1953 — Кутёж в кабаках / La Tournée des grands ducs
- 1955 — День добрый, улыбка
- 1956 — Малютки у простофили
- 1959 — О, что за мамбо![фр.] / Oh! Qué mambo! — Джо, грабитель-заика
- 1959 — Бабетта идёт на войну / Babette s’en va-t-en guerre
- 1961 — Три мушкетёра — Планше
- 1961 — Прекрасная американка
- 1962 — Дьявол и десять заповедей
- 1963 — Мелодия из подвала
- 1963 — Ярмарка лентяев / La Foire aux cancres
- 1964 — Вперёд, Франция! / Allez France!
- 1964 — Зал ожидания / Les pas perdus — Деде Лемартен
- 1965 — Превращение мокриц / La Métamorphose des cloportes
- 1967 — Идиот в Париже / Un idiot à Paris
- 1967 — Блаженный Александр
- 1969 — Золотая вдова / Une veuve en or
- 1969 — Житель Оверни и автобус / L’Auvergnat et l’Autobus (нет в титрах)
- 1970 — Она не пьёт, она не курит, она не принимает наркотики, но она говорит / Elle boit pas, elle fume pas, elle drague pas, mais… elle cause !
- 1970 — Несчастье Альфреда
- 1970 — Разрыв / La Rupture — Анри Пинелли
- 1971 — Чёрный флаг реет над котелком /  Le drapeau noir flotte sur la marmite
- 1971 — Перед самой ночью
- 1971 — Маленький театр Жана Ренуара / Le Petit Théâtre de Jean Renoir
- 1972 — Пожизненная рента / Le Viager
- 1972 — Высокий блондин в чёрном ботинке — Морис Лефевр
- 1972 — Скромное обаяние буржуазии
- 1974 — Возвращение высокого блондина — Морис Лефевр
- 1974 — Дюпон Лажуа (в советском прокате — Это случилось в праздник)
- 1974 — Как преуспеть в делах, когда ты дурак и плакса / Comment réussir quand on est con et pleurnichard
- 1974 — У савана нет карманов / Un linceul n’a pas de poches
- 1977 — Седьмая рота при свете луны / La Septième Compagnie au clair de lune
- 1977 — Алиса, или Последний побег / Alice ou la Dernière Fugue — дворецкий
- 1978 — Виолетта Нозьер / Violette Nozière
- 1979 — Холодные закуски
- 1980 — Банкирша / La Banquière
- 1980 — Мужское дело / Une affaire d’hommes
- 1980 — Турский священник / Le Curé de Tours - аббат Франсуа Бирото
- 1981 — Слишком сильная любовь
- 1981 — Суп с капустой — горбун Франсис Шерас
- 1982 — Ги де Мопассан / Guy de Maupassant
- 1982 — Отверженные / Les Misérables — Тенардье
- 1983 — Облава / Canicule
- 1983 — Как снег на голову (фильм, 1983) / Un chien dans un jeu de quilles
- 1983 — Папаша сопротивляется / Papy fait de la résistance
- 1985 — Кот-проныра / Le Matou
- 1986 — Беглецы — ветеринар
- 1986 — Следуйте за моим взглядом / Suivez mon regard
- 1988 — Манжклу / Mangeclous
- 1989 — Нежданный гость / L’Invité surprise
- 1990 — Замок моей матери
- 1991 — Спасибо, жизнь / Merci La Vie
- 1991 — Белая королева / La Reine blanche
- 1992 — Бал недотёп / Le Bal des casse-pieds
- 1993 — Жерминаль

## Награды
Жан Карме дважды получал премию «Сезар» за лучшую мужскую роль второго плана. Речь идет о фильме Робера Оссейна по роману Виктора Гюго «Отверженные», в котором актёру досталась роль Тенардье, и о фильме Бертрана Блие «Спасибо, жизнь». Второй из этих призов ему вручил Жерар Депардьё.

## Интересные факты
Жана Карме похоронили на Монпарнасском кладбище в Париже. В последний путь его провожали известные деятели французского кино: Мишель Серро, Жерар Депардьё, Мишель Галабрю, Жан Лефевр, Робер Оссейн, Бертран Блие, Жан-Клод Бриали, Франсис Вебер, Ив Робер, Клод Шаброль и многие другие.